# قائمة الشخصيات الأجنبية المدعوة للتحدث في الجمعية الوطنية الفرنسية
هذه المقالة تحتوي قائمة الشخصيات الأجنبية المدعوة للتحدث أمام نواب الجمعية الوطنية الفرنسية في قاعة الجلسات العامة الكبرى النصف دائرية.

هذه العادة بدأت في 1993 من قبل فيليب سيغان عندما كان رئيس الجمعية الوطنية. قبل ذلك، فقط وودرو ويلسون (رئيس الولايات المتحدة) تم استدعائه لتقديم خطاب في 3 فبراير 1919 وذلك أثناء مؤتمر باريس للسلام 1919. الفترة التي تلي ذلك والتي لم يخطب فيها قادة وشخصيات داخل المجلس تفسر بتناظر العادة التي تمنع رئيس الجمهورية الفرنسية من دخول المجلس.
| الشخصيات                 | الدولة           | المنصب                     | التاريخ        | رئيس الجمعية الوطنية |
| ------------------------ | ---------------- | -------------------------- | -------------- | -------------------- |
| وودرو ويلسون             | الولايات المتحدة | رئيس الولايات المتحدة      | 3 فبراير 1919  | بول ديشانيل          |
| خوان كارلوس الأول        | إسبانيا          | ملك إسبانيا                | 7 أكتوبر 1993  | فيليب سيغان          |
| بيل كلينتون              | الولايات المتحدة | رئيس الولايات المتحدة      | 7 يونيو 1994   | فيليب سيغان          |
| الحسن الثاني             | المغرب           | ملك المغرب                 | 7 مايو 1996    | فيليب سيغان          |
| رومانو برودي             | إيطاليا          | رئيس وزراء إيطاليا         | 19 نوفمبر 1997 | لوران فابيوس         |
| توني بلير                | المملكة المتحدة  | رئيس وزراء المملكة المتحدة | 24 مارس 1998   | لوران فابيوس         |
| عبدو ضيوف                | السنغال          | رئيس السنغال               | 21 أكتوبر 1998 | لوران فابيوس         |
| كوفي أنان                | الأمم المتحدة    | أمين عام الأمم المتحدة     | 8 ديسمبر 1998  | لوران فابيوس         |
| غيرهارد شرودر            | ألمانيا          | مستشار الاتحاد الألماني    | 30 نوفمبر 1999 | لوران فابيوس         |
| عبد العزيز بوتفليقة      | الجزائر          | رئيس الجمهورية الجزائرية   | 14 يونيو 2000  | ريمون فورني          |
| فيرناندو أنريك كاردوسو   | البرازيل         | رئيس البرازيل              | 30 أكتوبر 2001 | ريمون فورني          |
| فيسينتي فوكس             | المكسيك          | رئيس المكسيك               | 14 نوفمبر 2002 | جان لوي دوبري        |
| تابو إيمبيكي             | جنوب إفريقيا     | رئيس جنوب أفريقيا          | 18 نوفمبر 2003 | جان لوي دوبري        |
| هو جينتاو                | الصين            | رئيس جمهورية الصين الشعبية | 27 يناير 2004  | جان لوي دوبري        |
| خوسيه لويس ثباتيرو       | إسبانيا          | رئيس وزراء إسبانيا         | 1 مارس 2005    | جان لوي دوبري        |
| جورجي سامبايو            | البرتغال         | رئيس البرتغال              | 12 أبريل 2005  | جان لوي دوبري        |
| دوراو باروسو             | الاتحاد الأوروبي | رئيس المفوضية الأوروبية    | 24 يناير 2006  | جان لوي دوبري        |
| المنصف المرزوقي          | تونس             | رئيس الجمهورية التونسية    | 18 يوليو 2012  | كلود بارتولون        |
| جورجو نابوليتانو         | إيطاليا          | رئيس جمهورية إيطاليا       | 21 نوفمبر 2012 | كلود بارتولون        |
| فيليب السادس ملك إسبانيا | إسبانيا          | ملك إسبانيا                | 3 يونيو 2015   | كلود بارتولون        |

شخصيات أخرى وجهت كلمات للنواب، ولكن خارج قاعة الجلسات الرسمية. مثل روني لوفاسك (رئيس وزراء كيبك)، وميخائيل غورباتشوف (الزعيم السوفياتي) وذلك في فندق لاسيه وهو الإقامة الرسمية لرئيس الجمعية الوطنية.

## مقالات ذات صلة
- الجمعية الوطنية الفرنسية.

## روابط خارجية
- الاستقبالات الدولية في الجمعية الوطنية الفرنسية على الموقع الرسمي للجمعية الوطنية.